# Abdülaziz
Abdül-Aziz (Topkapi-paleis (Istanboel), 8 februari 1830 — Feriye paleis (Istanboel), 4 juni 1876) was de 32e sultan van het Ottomaanse Rijk en volgde in 1861 zijn broer Abdülmecit op. Tijdens zijn bewind had het rijk te maken met opkomend nationalisme en bewegingen zoals vrijmetselarij. Abdülaziz voerde hervormingen door, maar werd later afgezet en vermoord. 
Onder zijn bewind kwamen belangrijke vernieuwingen tot stand, in het bijzonder op het gebied van het onderwijs. Hij was ook verantwoordelijk voor het eerste burgerlijk wetboek van het Ottomaanse rijk en moderniseerde de Turkse marine. In 1867 bezocht hij als eerste Turkse sultan West-Europa. Ontevredenheid over zijn bewind (en dan vooral over zijn verkwistend leven) leidde onder meer tot relletjes van theologische studenten in de hoofdstad (1876) en dwong hem een constitutioneel gezinde regering te benoemen. Door de nieuwe ministers werd hij op 30 mei 1876 afgezet en vervangen door zijn neef Murat V. Hij overleed enkele dagen later in zijn cel. De officiële doodsoorzaak was zelfmoord, maar er zijn aanwijzingen dat het om een moord ging.